# Katano
Katano (交野市, Katano-shi) és una ciutat i municipi de la prefectura d'Osaka, a la regió de Kansai, Japó. Tot i no trobar-se gaire a prop d'Osaka, Katano és una ciutat dormitori de la capital.

## Geografia
La ciutat de Katano es troba al nord-est de la prefectura d'Osaka i està assignada pel govern prefectural a la regió de Kitakawachi o Kawachi nord, en record a l'antiga província. El terme municipal de Katano limita amb els de Hirakata al nord, Neyagawa a l'oest, Shijōnawate al sud i Ikoma, a la prefectura de Nara, a l'est.

## Història
Fins a l'era Meiji i des del període Heian, l'àrea on actualment es troba el municipi de Katano va formar part de l'antiga província de Kawachi. L'actual ciutat de Katano va ser fundada el 3 de novembre de 1971.

## Transport

### Ferrocarril
- Ferrocarril Elèctric Keihan
  - Estació de Kōzu
  - Estació de Katano-shi
  - Estació de Kawachi-Mori
  - Estació de Kisaichi
- Companyia de Ferrocarrils del Japó Occidental (JR West)
  - Estació de Hoshida
  - Estació de Kawachi-Iwafune

### Carretera
- Nacional 168

## Agermanaments
- Collingwood, Ontario, Canadà. (1981)